# Bourgon
Bourgon ist eine französische Gemeinde mit 618 Einwohnern (Stand: 1. Januar 2022) im Département Mayenne in der Region Pays de la Loire. Sie gehört zum Arrondissement Laval und zum Kanton Loiron-Ruillé. Die Einwohner werden Bourgonnais und Bourgonnaises genannt.

## Geographie
Bourgon liegt etwa 21 Kilometer westnordwestlich von Laval an der Grenze zum Département Ille-et-Vilaine. Die Vilaine begrenzt die Gemeinde im Nordwesten. Umgeben wird Bourgon von den Nachbargemeinden La Croixille im Norden, Le Bourgneuf-la-Forêt im Osten und Nordosten, Launay-Villiers im Osten und Südosten, Saint-Pierre-la-Cour im Süden und Südosten, Erbrée im Südwesten, La Chapelle-Erbrée im Westen und Südwesten sowie Saint-M’Hervé im Westen und Nordwesten.

## Geschichte
Am 16. September 1423 fand hier die Schlacht von La Brossinière statt, bei dem die französischen Truppen gegenüber den zahlenmäßig überlegenen Engländern obsiegten.

## Bevölkerungsentwicklung
| Jahr                       | 1962 | 1968 | 1975 | 1982 | 1990 | 1999 | 2006 | 2019 |
| Einwohner                  | 771  | 722  | 670  | 625  | 582  | 587  | 608  | 630  |
| Quellen: Cassini und INSEE |      |      |      |      |      |      |      |      |

## Sehenswürdigkeiten
- Kirche Saint-Pierre aus dem 20. Jahrhundert

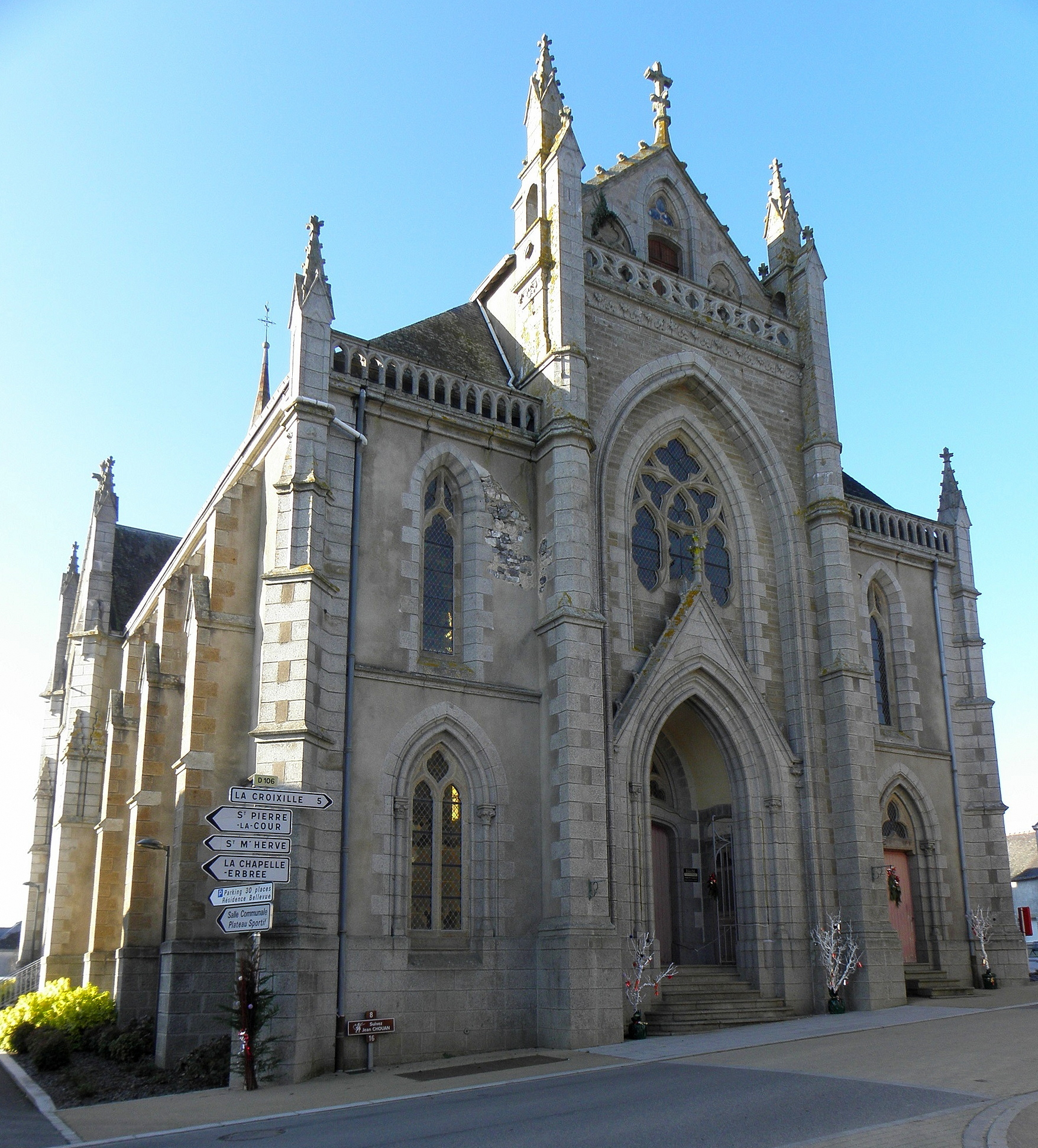
Kirche Saint-Pierre